# Faraones de Texcoco
Der Club Faraones de Texcoco ist ein mexikanischer Fußballverein aus der Stadt Texcoco im Bundesstaat México. Seine Heimspielstätte ist das 5000 Zuschauer fassende Estadio Claudio Suárez.

## Geschichte
Der Verein wurde 2017 gegründet, um ab der Saison 2017/18 in der Liga TDP zu spielen. Er wurde in Gedenken an den aus Texcoco stammenden Stierkämpfer Silverio Pérez benannt, der den Beinamen „El Faraón“ trug, und das Vereinsmaskottchen wurde „Silverio“ getauft.
Am Ende der Saison 2023/24 gewann der Club Faraones die Meisterschaft der Liga TDP.